# École nationale supérieure d’arts et métiers
A párizsi École nationale supérieure d'arts et métiers (ENSAM, Arts et Métiers ParisTech) egy francia műszaki felsőoktatási és kutatóintézet. Ez egy Grande école, amely vezető szerepet tölt be a mechanika és az iparosítás területén. Az 1780-ban alapított intézmény az egyik legrégebbi francia intézmény és az egyik legrangosabb mérnöki iskola Franciaországban. Folyamatosan a tíz legjobb francia mérnökiskola között szerepel, és a 2018-as sanghaji rangsorban az ötödik a francia gépészmérnöki intézetek között.

## Híres diplomások
- René Paul Fonck, francia ászpilóta